# Оструожки
Оструожки (словац. Ostrôžky) — гірський масив у південній Словаччині. Найвища точка — гора Лисець, 716 м, біля Праги.

## Пам'ятки
- Галицький замок